# Modeltoren type 1811

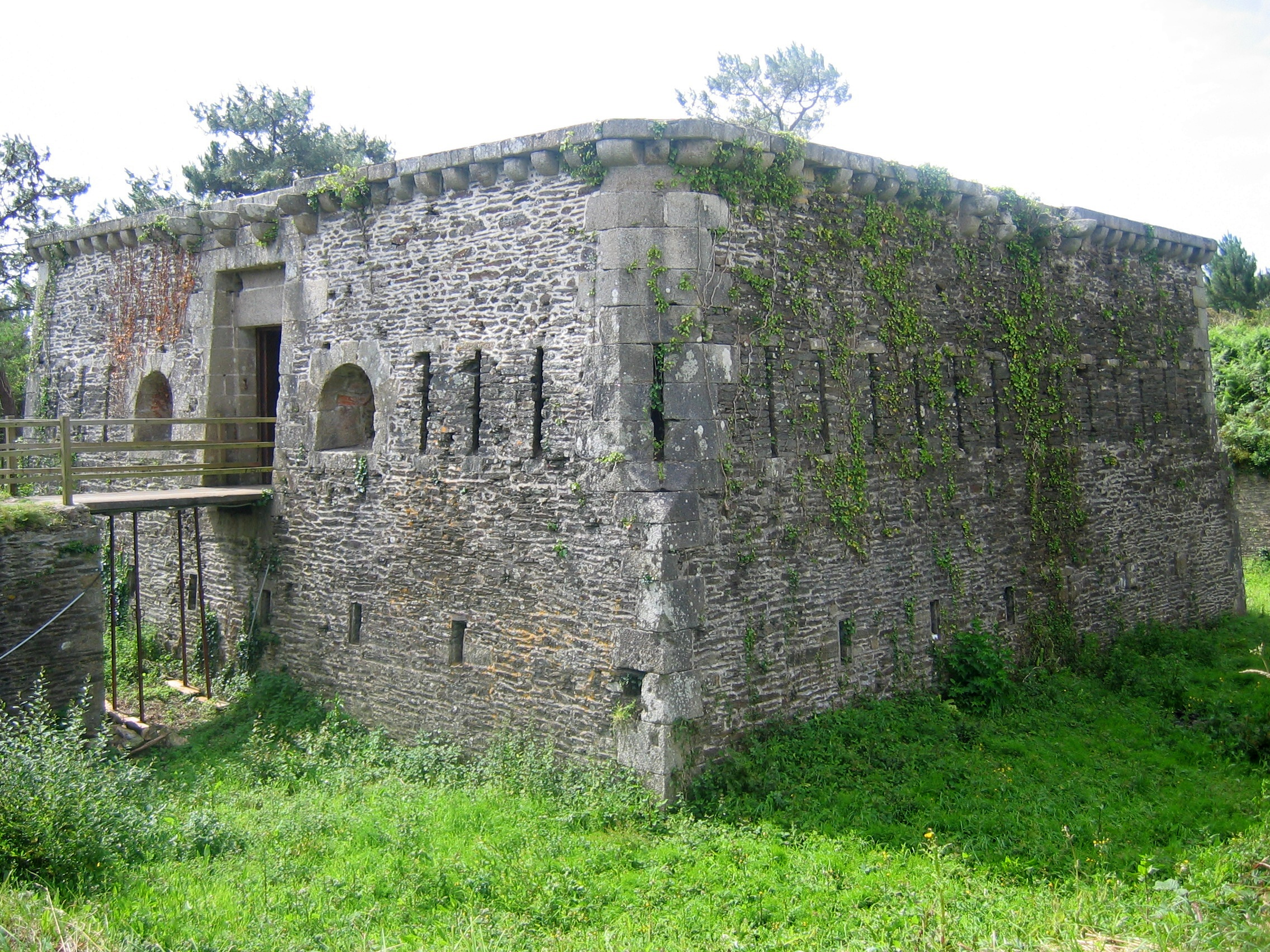
Toren model 1 op Pointe des Espagnols bij Brest. De borstwering op de derde verdieping is verwijderd.

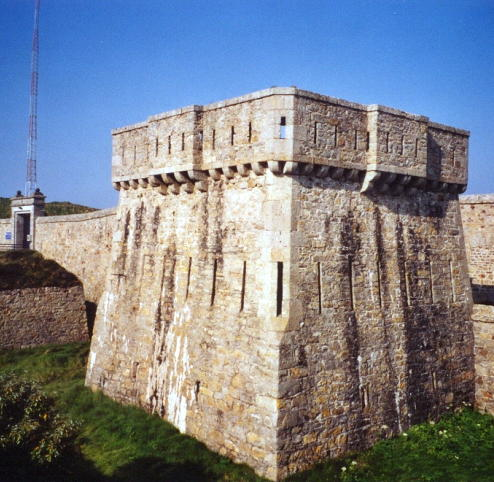
Toren model 3 op Pointe du Toulinguet bij Camaret-sur-Mer.

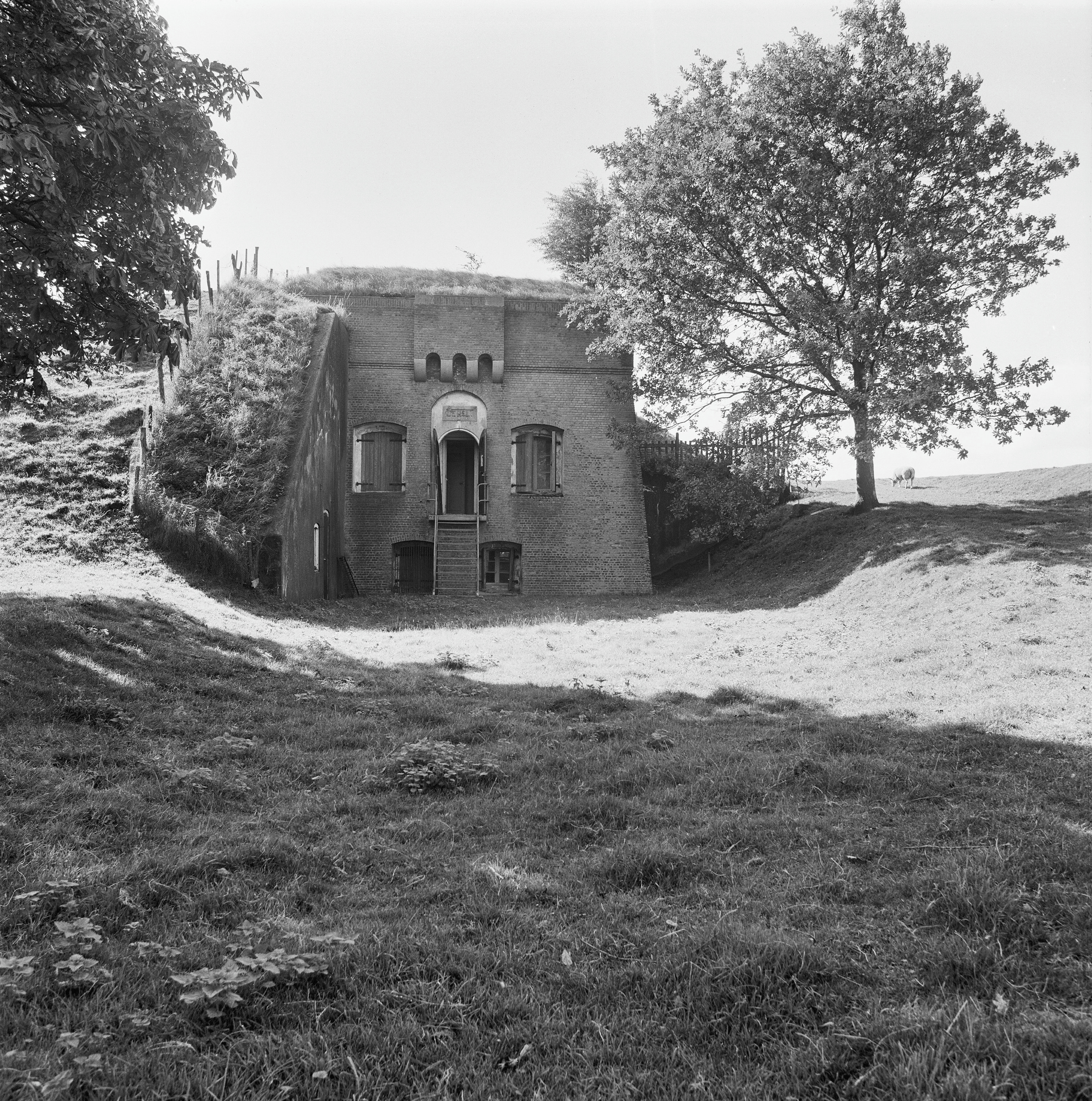
Toren model 3 in Fort de Hel.

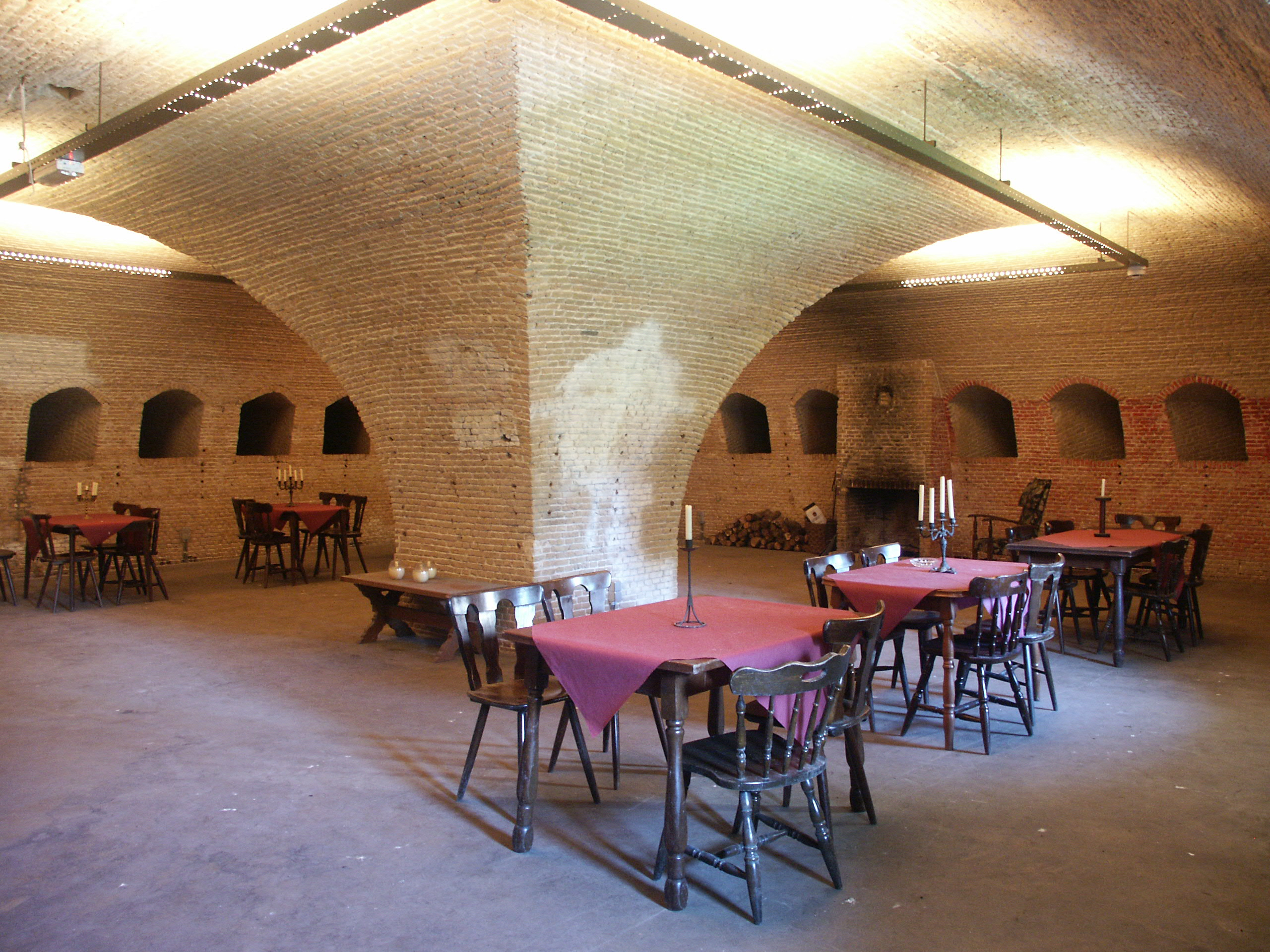
Interieur van de toren Model 1 in Fort Sabina Henrica

De modeltoren type 1811 (Frans: Tour Modèle) is een serie van vrij simpele verdedigingstorens die in het begin van de negentiende eeuw op diverse plaatsen langs de Franse kust zijn gebouwd. Deze bouwwerken staan nog steeds langs de kust van Bretagne en ook in Nederland zijn er drie gebouwd.

## Oorsprong
Napoleon Bonaparte wilde meer eenheid brengen in de vele typen forten en vestingwerken langs de kust. Hij wilde een gebouw waarin alle belangrijke onderdelen werden ondergebracht, zoals bewapening, munitie en huisvesting van het personeel. Het gebouw werd omgeven door een droge gracht. Het was vergelijkbaar met de Britse martellotorens die tussen 1804 en 1812 zijn gebouwd.
Het Franse bouwprogramma voor 160 eenheden startte in 1812 en zou tot 1822 duren, maar kwam voortijdig in 1814 tot een einde. Twaalf torens zijn afgebouwd waarvan de helft in de omgeving van de havenstad Brest.
In Nederland zijn drie van deze torens gebouwd, in Fort Sabina Henrica (model 1), in Fort de Hel (model 3) en Fort Prins Frederik. De toren van het laatste fort staat los van modernere bebouwing, de twee andere forten zijn deels opgegaan in latere gebouwen en zijn deels met aarde bedekt.

## Vijf typen
Er zijn vijf standaardmodellen ontworpen. 
- Model 1 was het grootst en was 16 meter breed aan de basis.[1] De toren liep naar boven iets naar binnen toe. Hij had een bezetting van 60 man en was bewapend met 4 kanonnen van 24 of 16 pond.[1] De wanden waren ongeveer 0,5 meter dik en voorzien van schietgaten. De onderste etage was een grote ruimte met een centrale pilaar werd de rest op rustte. Deze ruimte werd gebruikt voor de opslag. Op de tweede etage was de ingang die te bereiken was via een brug. Op de derde etage stond in de open lucht de artillerie opgesteld.[1]
- Model 2 was 10,5 meter lang en kon 30 man huisvesten. De bewapening bestond een kanon en twee carronades.[1]
- Model 3 was het kleinst van deze drie versies met een lengte van 9 meter en een bemanning van 18 of 12 personen voor de bediening van twee carronades.[1]
- Model 4 was meer een wachtlokaal van negen meter breed en telde twee verdiepingen.
- Model 5 was vergelijkbaar met type 4, maar had slechts een verdieping.